# Carlos (アルバム)
『Carlos』（カルロス）は、カルロス・トシキのアルバムである。

## 解説
鷹橋敏輝名義の『Shake It Down』から5年ぶりとなるアルバムで、本作の収録曲は全て未発表曲である。
アルバムには「I Love Japan」他のJULIA、オメガトライブ時代からの和泉常寛、さらに宮部ひかりが参加している。自主制作なので店頭販売ではなく、個人ホームページによる販売である。このアルバムと併せて、ブラジルに帰国するカルロスがファンに宛てたメッセージ集も発売されていた。
この作品で1986オメガトライブの『Navigator』からスタートしたカルロス・トシキの最後のアルバムになった。

## 収録曲
1. Confete
作詞：カルロス・トシキ、作曲・編曲：和泉常寛
  - EZ2DJ The 1st TRACKSの収録曲
2. On The Beach
作詞：カルロス・トシキ、作曲・編曲：和泉常寛
  - EZ2DJ 3rdTRAX ~Absolute Pitch~の未使用曲
3. Sentimental No! No!
  - 作詞：カルロス・トシキ、作曲・編曲：和泉常寛
  - EZ2DJ 2nd TRAX〜It rules once again〜の収録曲
4. Magic Stick
  - 作詞：宮部ひかり、作曲：Julia、編曲：和泉常寛
5. Hello & Good-Bye
  - 作詞：宮部ひかり、作曲：カルロス・トシキ、編曲：和泉常寛